# 福田信一
福田 信一（ふくだ しんいち、1973年9月19日 - ）は、徳島県板野郡吉野町（現・阿波市）出身の元プロ野球選手（投手）。

## 来歴・人物
鳴門高では1学年下の住友健人とともに2年秋に県大会ベスト4、青森大学から1995年のドラフト6位で福岡ダイエーホークスに入団。
大学時代は速球派として密かに注目されるが故障に悩まされて、全国舞台での登板はなかったが青森大学初のプロ野球選手となった。
プロ入り後も故障やケガに悩まされてファームでも登板は僅かなまま、1998年に退団。

## 詳細情報

### 年度別投手成績
- 一軍公式戦出場なし

### 背番号
- 56 （1996年 - 1998年）